# Pieza yeatesi
Pieza yeatesi is een vliegensoort uit de familie van de Mythicomyiidae. De wetenschappelijke naam van de soort werd voor het eerst geldig gepubliceerd in 2019 door Mendes, Lamas, Evenhuis en Limeira-de-Oliveira.